# Kanyambwa
Kanyambwa är ett periodiskt vattendrag i Burundi.   Det ligger i provinsen Karuzi, i den centrala delen av landet, 70 kilometer öster om huvudstaden Bujumbura.
Omgivningarna runt Kanyambwa är en mosaik av jordbruksmark och naturlig växtlighet. Runt Kanyambwa är det tätbefolkat, med 331 invånare per kvadratkilometer.